# 小島プレス工業
小島プレス工業株式会社（こじまプレスこうぎょう、英: KOJIMA INDUSTRIES CORPORATION）は、愛知県豊田市に本社を置く自動車部品を製造する企業。トヨタ自動車の主要仕入れ先。トヨタ創業期からの取引先で、取引先でつくる協力組織「協豊会」の最古参企業の一つでもある。陸上競技の実業団も有する。

## 沿革
- 1917年5月 - 「小島商店」として創業。
- 1933年5月 - 「有限会社小島商会」となる。
- 1938年5月20日 - 「有限会社小島プレス工業所」に商号を変更。
- 1943年12月 - 協豊会副会長に創業者・小島濱吉が就任。
- 1945年6月 - 工場を豊田市小坂本町に移転。
- 1947年1月 - 東海協豊会会長に創業者・小島濱吉が就任。
- 1950年1月 - 株式会社へ組織変更。「株式会社小島プレス工業所」となる。小島鐐次郎が社長に就任。
- 1952年3月 - プラスチック研究に着手。
- 1954年9月 - 中小企業庁長官表彰を受ける。
- 1957年5月 - 豊田市下市場町に工場完成（現在の下市場工場）。
- 1959年1月 - 「小島プレス工業株式会社」に商号を変更。
- 1961年10月 - 小島プレス労働組合誕生。
- 1967年11月 - デミング賞実施賞中小企業賞を受賞。
- 1968年7月 - 豊田市住吉町に高岡工場が完成。
- 1970年8月8日 - 韓国の「樂喜化學工業社（現在のLG化學）」にプラスチック成型用金型の製造技術を輸出。
- 1990年5月 - エイワ総合研究所設立。
- 2022年2月28日 - トヨタ自動車が全工場の3月1日の稼働を停止すると発表。原因は小島プレス工業に対するサイバー攻撃とされる（後述）。

## ランサムウェアによるサイバー攻撃
2022年2月26日午後9時ごろに社内サーバーの障害が発生。午後11時ごろ、サーバーを再起動すると、画面に英文で「このリンクにアクセスしないと情報を公開する」という趣旨の脅迫文が表示された。この時点でシステムのウイルス感染が確認されたが、金銭の要求はなかった。2月27日未明、小島プレス工業は取引先とのネットワークを遮断し、愛知県警に被害を相談した。
部品の受発注を行うシステムが使えなくなっため、トヨタ自動車は2月28日、国内全14工場の3月1日の稼働を停止すると発表。最初の発表時はサイバー攻撃を受けた関連企業の名は明かされなかったが、のちに小島プレス工業であることが明らかにされた。グループの日野自動車も、3月1日に国内2か所の完成車工場の稼働を停止すると発表。ダイハツ工業も、トヨタの受託生産を行っている京都工場の稼働を3月1日に停止すると発表。
同年3月1日、小島プレス工業は、取引先と情報をやりとりするための暫定的な代替ネットワークを立ち上げる。取引再開のめどが立ったためトヨタ自動車は翌2日からの操業開始を発表した。しかし1日だけで1万3千台の生産に影響が出た。ランサムウェアによるサイバー攻撃は紛争・戦争が始まると増える傾向にある。事件発生2日前の2月24日にロシアがウクライナに対し軍事侵攻を開始したことから、ロシアの関与も取り沙汰されている。

## 国内生産拠点
- 本社・下市場工場 - 愛知県豊田市下市場町
- 高岡工場 - 愛知県豊田市住吉町
- 黒笹技術センター - 愛知県みよし市黒笹町
- 小島総合研究所 - 愛知県みよし市福谷町

## グループ会社
小島グループは、小島プレス工業を母体に『分社分業の経営』の経営理念のもとで、常に良い製品をより安く造るために、各社が分離独立し、専門部品を生産・管理している。グループ会社は国内・国外の関連会社・団体で33社にもなり、従業員数は約8,700名にもなる。
国内自動車部品製造・部品製造関連
- 内浜化成株式会社 - 自動車用の外装部品や樹脂ボデー等を製造
- 大和化成工業株式会社 - 自動車用プラスチック締結部品等を製造
- プラマック株式会社 - 自動車用の樹脂部品を製造
- 明和工業株式会社 - 自動車用内装部品を製造
- 昌和合成株式会社 - 自動車用内装樹脂部品の製造
- 明光化成工業株式会社 - 自動車用内装樹脂部品の製造
- 丸和電子化学株式会社 - 自動車用内装電子部品の製造
- 豊和化成株式会社 - 自動車用内装樹脂部品の製造
- ハマプロト株式会社 - PHEV車・BEV車・FCEV車などの電池部品及び、モーター部品の製造
- 東和ブロー株式会社 - 自動車エンジンルーム内の吸気系部品やオイルセパレータなどのエンジン本体部品等を製造
- 上松電子株式会社 - 自動車用内装電子部品の製造
- 九州小島株式会社 - レクサスの内外装部品を製造
- 協和電機化学株式会社 - 自動車用内外装部品を製造
- 株式会社フレックスキャンパス - 自動車用プラスチック締結部品を製造
- 東北KAT株式会社 - 自動車の内外装部品を製造
- テクノハマ株式会社 - 自動車部品用金型の製造
- 真和工業株式会社 - 自動車用小型金属製品・樹脂製品の製造
- 小島産業株式会社 - 合成樹脂材料及び製品の売買並びに加工、リサイクルなど
- 総和運輸株式会社 - 小島グループの製品輸送を担う

海外グループ会社
- D.A.Inc. (DA)
- Kyowa America Corporation (KAC)
- Kyomex,S.A.deC.V. (KMX)
- 東莞大和化成汽車零配件有限公司 (DAC)
- Kojima Auto Technology (Thailand) Co., Ltd. (KATT)
- Daiwa Kasei (Thailand) Co., Ltd. (DAT)
- Kojima Industries Asia Corporation Ltd.(KIAC)
- PT.Echo Advanced Technology Indonesia (EATI)
- PT. Kojima Auto Technology Indonesia (KATI)
- Daiwa Kasei India Private Ltd. (DAI)
- Daiwa Kasei Europe B.V.(DAE)

その他
- 株式会社眞栄
- こじま事業協同組合連合会
- 自動車部品栄和協同組合
- やわらぎ協同組合
- 株式会社協和
- 一般社団法人エイワ共済会
- 小島健康保険組合
- 小島企業年金基金
- 小島株式会社
- 社会福祉法人こじま福祉会
- 一般財団法人コジマ財団